# Plehnia
Plehnia är ett släkte av plattmaskar. Plehnia ingår i familjen Plehniidae.
Kladogram enligt Catalogue of Life:
| Plehnia | \| \| Plehnia arctica \| \| \| \| \| \| Plehnia caeca \| \| \| \| |
|         | \| \| Plehnia arctica \| \| \| \| \| \| Plehnia caeca \| \| \| \| |
|         | Discocelides                                                      |
|         |                                                                   |
|         | Plehnia arctica                                                   |
|         |                                                                   |
|         | Plehnia caeca                                                     |
|         |                                                                   |

|  | Plehnia arctica |
|  |                 |
|  | Plehnia caeca   |
|  |                 |